# Universidad Mariana (Indiana)
La Universidad Marian es una universidad católica privada en Indianápolis, Indiana. Fundada en 1851 por las Hermanas de San Francisco en Oldenburg, Indiana, la universidad se trasladó a Indianápolis en 1937. Marian fue conocida como Marian College desde 1936 hasta 2009. 

En 2013, la universidad inauguró la primera escuela de medicina en más de 100 años en Indiana, que fue la primera escuela de medicina osteopática en el estado y la segunda escuela de medicina operativa en Indiana en ese momento. A partir de 2017, la matrícula incluía 2,431 estudiantes de pregrado, 1,164 estudiantes de posgrado y 650 estudiantes de doctorado.

Los atletas de la Universidad Marian han ganado 45 Campeonatos Nacionales de Ciclismo de EE. UU. y 8 Campeonatos Nacionales de la NAIA: fútbol en 2012 y 2015; baloncesto femenino en 2016 y 2017; atletismo masculino de 60 metros con vallas en 2016 y 2017, y 110 metros con vallas y 800 metros en 2017.  Su mascota es Knightro el Caballero. 

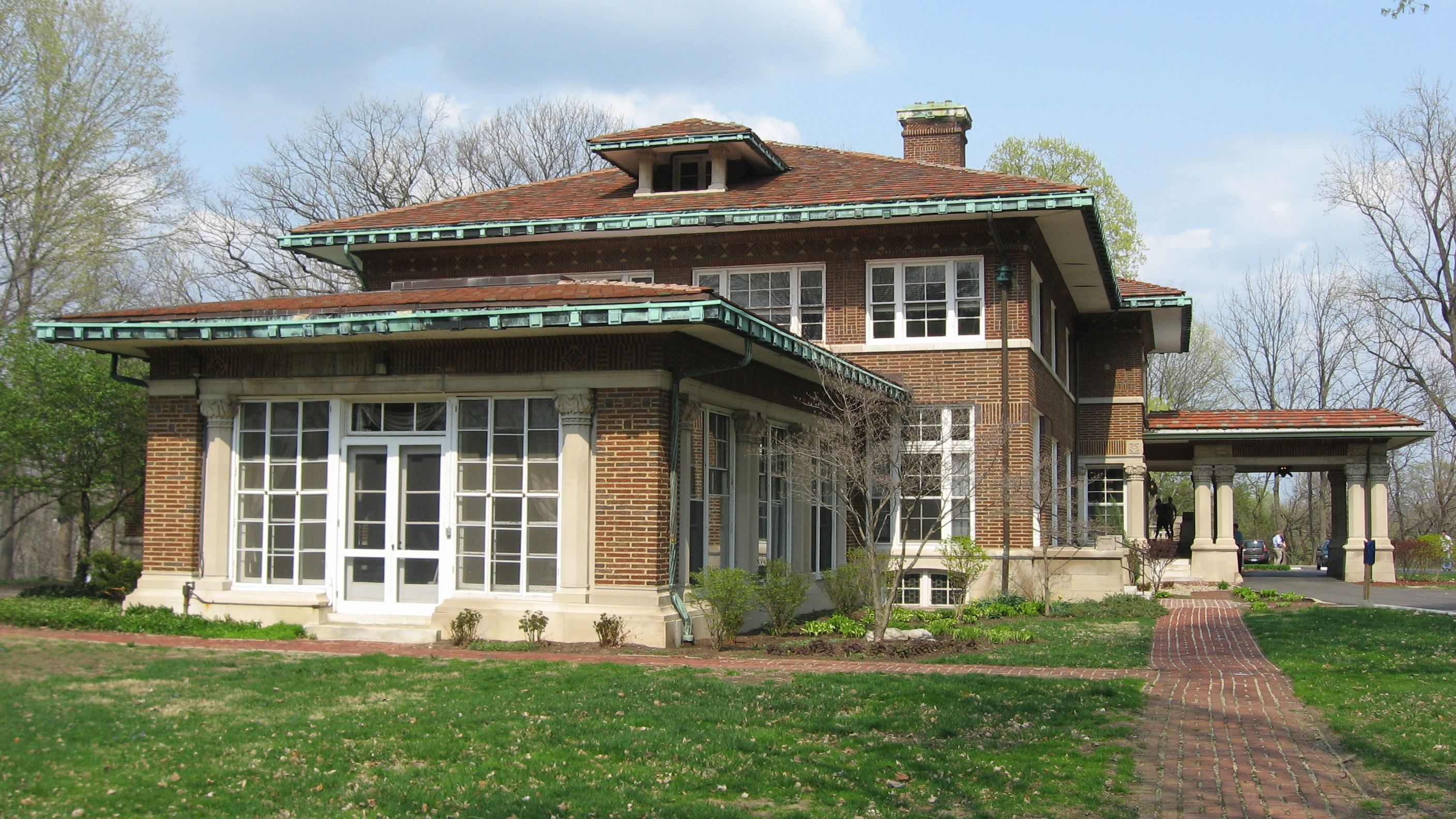
La mansión Allison

La Universidad Marian fue fundada en 1851 por las Hermanas de San Francisco, Oldenburg, Indiana, como una escuela de artes liberales con un programa para la formación de docentes. Bajo la dirección del Padre Francis Joseph Rudolph y la Madre Theresa Hackelmeier, se formaron maestros en Oldenburg durante más de una década antes de que Indiana adoptara su primera escuela normal financiada con impuestos.
Originalmente conocida como St. Francis Normal, la escuela se convirtió en una institución estatal aprobada de cuatro años que se fusionó con el Immaculate Conception Junior College para formar Marian College. En noviembre de 1936, las Hermanas de San Francisco compraron la antigua propiedad de James A. Allison, "Riverdale", ubicada en Indianápolis, como un sitio para Marian College.
En 1937, la institución se trasladó a Indianápolis bajo la dirección de la Madre M. Clarissa Dillhoff, después de obtener una carta estatal y comprar la propiedad de Riverdale en 1936. La Mansión Allison se convirtió en la nueva ubicación de Marian College. El edificio albergaba la biblioteca, oficinas administrativas, aulas y cuartos de descanso para las Hermanas. Las clases comenzaron el 15 de septiembre de 1937.
En 1948, la institución inició un proyecto de expansión que incluyó la adición de Clare Hall, el Gimnasio y Marian Hall. En 1954, cuando se completó el nuevo Marian Hall, la institución se convirtió en el primer colegio católico coeducacional en Indiana. Dos años después, la Asociación Norte-Central acreditó Marian College.
La biblioteca de estilo modernista de la universidad fue diseñada por el arquitecto de Indianápolis Evans Woollen III, el principal y fundador de Woollen, Molzan and Partners, y se completó en 1966. La forma cuadrada de la biblioteca tiene un marco estructural expuesto y una escalera abierta con estanterías dispuestas alrededor de áreas de lectura.
El Consejo Nacional de Acreditación de la Educación Docente aceptó formalmente todos los programas de educación docente de la universidad en 1976. La Junta del Estado de Enfermería de Indiana aprobó el currículo de enfermería a nivel asociado en 1977 y el programa de licenciatura en 1987. La Liga Nacional de Enfermería ha acreditado ambos programas: el asociado en 1986 y el de licenciatura en 1992. En 2000, los Programas para Adultos de Marian (MAP) comenzaron a ofrecer títulos de licenciatura y de asociado en negocios.
El 1 de julio de 2009, Marian College se convirtió en Marian University. Durante varios años antes de esto, la universidad creció y expandió el currículo académico, agregó un equipo de fútbol y una banda de marcha, y añadió y renovó edificios.
El 15 de enero de 2010, la Universidad Marian anunció planes para comenzar una escuela de medicina osteopática; la segunda en el estado de Indiana y la primera escuela de medicina osteopática católica debido a la generosidad de una promesa de $30 millones de un donante anónimo. El 23 de agosto de 2011, durante la ceremonia de inauguración, se nombró oficialmente al nuevo edificio de la escuela de medicina osteopática en honor al donante anónimo, el CEO de AIT Labs, Michael A. Evans. Además, el Margaret Mary Community Hospital prometió $150,000 para la Escuela de Medicina Osteopática dedicada a la construcción de un laboratorio de simulación y una sala de seminarios para los estudiantes de medicina.
En julio de 2021, el Ancilla College y Marian se fusionaron oficialmente y se abrieron como el Ancilla College de la Universidad Marian en Donaldson, Indiana.

## Campus
La Universidad Marian está situada a unas cuatro millas al noroeste del centro de Indianápolis, en un campus de 200 acres. El campus de la Universidad Marian incluye:
- El EcoLab Nina Mason Pulliam, un humedal de 55 acres y bosque de tierras bajas ubicado en el extremo norte del campus de la Universidad Marian.
- La Propiedad Riverdale, que incluye la Mansión Allison y el paisaje diseñado más grande e intacto de Indiana, creado por Jens Jensen. La mansión alberga las oficinas del presidente.
- El Complejo Deportivo Lake Sullivan, ahora conocido como el Indy Cycloplex, que Marian opera para el Departamento de Parques y Recreación de la Ciudad de Indianápolis. Este parque alberga el Velódromo Major Taylor y la pista de BMX Indy Cycloplex, así como rutas de MTB de un solo sendero y un curso de slalom dual, y organiza carreras, clínicas y otros eventos en todas las disciplinas de ciclismo, así como eventos comunitarios.

## Académica
A partir de 2017, la Universidad Marian atendía a 2,431 estudiantes de pregrado, 1,164 estudiantes de posgrado y 650 estudiantes de medicina con una proporción de estudiantes por facultad de 14:1. La Universidad Marian está acreditada por la Asociación Norte-Central de Colegios y Escuelas.
La Universidad Marian está organizada en cinco escuelas con 40 especializaciones, 46 especializaciones menores y 26 concentraciones: 
- Escuela de Negocios Clark H. Byrum [5]
- Facultad de Medicina Osteopática
- Facultad de Artes y Ciencias [6]
- El Colegio de Educadores [7]
- Escuela de Enfermería Alan y Sue Leighton [8]

La Universidad Marian ofrece varias rutas para obtener una licencia docente a través de los Indianapolis Teaching Fellows, programas educativos tradicionales, el Master's Bridge to Teaching, el programa de Maestría en Educación y el programa ACTION. La Universidad Marian es una de las pocas universidades que ofrece la Academia de Liderazgo para Directores.
La Escuela de Enfermería Leighton de la Universidad Marian ofrece varios programas de grado, incluido un programa BSN acelerado en línea que se puede completar en tan solo 16 meses. 
La Escuela de Enfermería Leighton de la Universidad Marian ofrece varios programas de grado, incluido un programa acelerado de BSN en línea que puede completarse en tan solo 16 meses. El Colegio de Medicina Osteopática de la Universidad Marian abrió en agosto de 2013 con la primera clase que graduó a 133 médicos de medicina osteopática. La universidad también ofrece programas de grado acelerado en negocios para adultos a través de los Programas para Adultos de Marian.
En el campus del Ancilla College, se ofrecen siete programas de grado a partir de la primavera de 2021. Estos incluyen una licenciatura en Enfermería, así como títulos de asociado en Agricultura, Negocios, Educación, Ciencias del Ejercicio, Artes Liberales y Enfermería Veterinaria.

## Vida estudiantil
La Asociación de Gobierno Estudiantil de la Universidad Marian (SGA) está activamente involucrada en eventos en el campus como el regreso a casa y el festival de otoño. Los deportes intramuros son populares, especialmente el baloncesto, el fútbol bandera y el ultimate frisbee. El equipo de oratoria compite regularmente; Audra Casterline, un miembro del equipo de oratoria, fue nombrada Miss Indiana en 2014.
Hay casi 30 clubes y organizaciones dirigidos por estudiantes en la Universidad Marian.
Adyacente al campus, aunque no ubicado en la propiedad del campus, se encuentra el Seminario College de Bishop Simon Bruté, un seminario colegial para seminaristas católicos, operado por la Arquidiócesis de Indianápolis. Aproximadamente 20-30 jóvenes, que también son estudiantes de Marian, viven en el seminario y reciben formación allí.

## Atletismo
Los equipos atléticos de Marian se llaman los Caballeros. La universidad es miembro de la Asociación Nacional de Atletismo Intercolegial (NAIA), compitiendo principalmente en la Crossroads League para la mayoría de sus deportes desde el año académico 1987-88; mientras que su equipo de fútbol compite en la Liga Mideast de la Asociación de Fútbol de Mid-States.
Marian compite en 24 deportes intercolegiales varoniles y femeninos. Los deportes masculinos incluyen béisbol, baloncesto, bolos, campo a través, fútbol, golf, rugby, fútbol, tenis, atletismo y lucha; mientras que los deportes femeninos incluyen baloncesto, bolos, campo a través, golf, lacrosse, fútbol, softbol, tenis, atletismo y voleibol; y los deportes mixtos incluyen ciclismo, animación y danza.

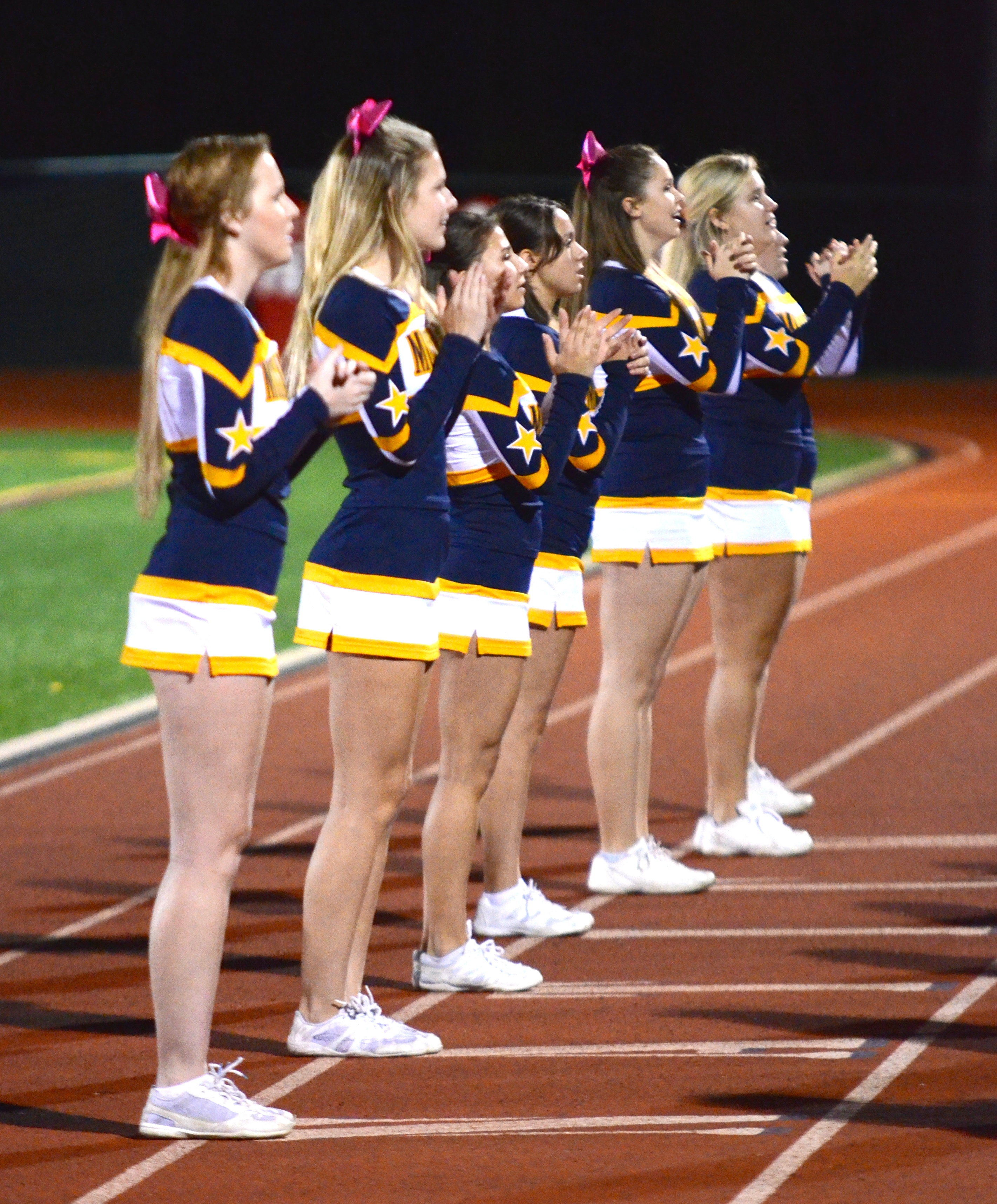
Animadoras de Marian en un partido de fútbol en casa, 2014

Marian inició un programa de fútbol en 2007 bajo la dirección del entrenador en jefe Ted Karras Jr. Desde entonces, los Caballeros han ganado dos campeonatos nacionales de NAIA. En 2012, en solo su sexto año de juego, los Caballeros ganaron su primer campeonato de fútbol de NAIA. En 2014, los Caballeros de Marian, clasificados en el séptimo lugar, se convirtieron en subcampeones de la NAIA después de perder ante la Universidad Southern Oregon, clasificada en el octavo lugar, 55-31. Al año siguiente, los Caballeros ganaron el campeonato de la NAIA, en un partido de revancha del campeonato nacional de 2014 contra los Raiders de SOU, 31-14. Esto marcó su tercera aparición en un partido de campeonato y su segunda victoria en cuatro años. El entrenador en jefe para esa victoria fue Mark Henninger. Varios exalumnos del programa de fútbol han obtenido contratos a nivel profesional, como Krishawn Hogan y Julian Williams.

### Baloncesto masculino
El programa de baloncesto masculino, establecido para la temporada 1954-1955, afirma ser el equipo atlético intercolegial más antiguo de Marian.

### Ciclismo
La Universidad Marian es conocida a nivel nacional por su equipo de ciclismo, que practica y compite en el Indy Cycloplex, hogar del Velódromo Major Taylor. El equipo de ciclismo es un equipo varonil de división I bajo el paraguas del ciclismo universitario de USA Cycling.